# Палата представителей Новой Зеландии
Палата представителей Новой Зеландии представляет собой основной законодательный орган страны и является частью парламента Новой Зеландии.
Палата представителей выбирается на всеобщих выборах путём свободного голосования и обычно состоит из 120 членов (в настоящий момент 121), которые известны как члены парламента. Члены парламента избираются на ограниченный срок и выполняют свою работу до момента роспуска действующего парламента (максимум три года).
Система государственного управления Новой Зеландии построена по принципу Вестминстерской системы и исполнительная власть в ней принадлежит Кабинету министров во главе с премьер-министром, которые избираются и утверждаются Палатой представителей.
Палата представителей была основана в результате принятия Великобританией Конституционного Акта Новой Зеландии в 1852 году, который утвердил двухпалатный законодательный орган страны, однако Законодательное собрание было упразднено в 1951 году, и таким образом до настоящего времени парламент остается однопалатным. Парламент получил полное право решать все дела Новой Зеландии в 1947 году.

## Избирательная система
Избиратели избрали 120 членов Палаты представителей, в состав которой вошли 71 кандидатов по одномандатным округам и 49 кандидатов по партийным спискам. Новая Зеландия использует смешанную систему голосования, которая дает избирателям два голоса: один для голосования за своего депутата от одномандатного округа и один для политической партии по партийному списку. Чтобы получить мандат,  партия должна провести хотя бы одного депутата в парламент по одномандатному округу или получить не менее 5 % голосов по партийному списку.

## Результаты последних выборов
| Парламентские выборы в Новой Зеландии (2017) | Парламентские выборы в Новой Зеландии (2017) | Парламентские выборы в Новой Зеландии (2017) | Парламентские выборы в Новой Зеландии (2017) | Парламентские выборы в Новой Зеландии (2017) | Парламентские выборы в Новой Зеландии (2017) | Парламентские выборы в Новой Зеландии (2017) | Парламентские выборы в Новой Зеландии (2017) | Парламентские выборы в Новой Зеландии (2017) |
| Партия                                       | Партия                                       | Голосов                                      | Голосов                                      | Голосов                                      | Мест                                         | Мест                                         | Мест                                         | Мест                                         |
| Партия                                       | Партия                                       | Голосов                                      | в %                                          | +/- %                                        | Одномандатные округа                         | Многомандатные округа                        | Всего мест                                   | +/-                                          |
| -------------------------------------------- | -------------------------------------------- | -------------------------------------------- | -------------------------------------------- | -------------------------------------------- | -------------------------------------------- | -------------------------------------------- | -------------------------------------------- | -------------------------------------------- |
|                                              | Национальная партия                          | 998 813                                      | 46,0                                         | ▼1,0                                         | 41                                           | 17                                           | 58                                           | ▼2                                           |
|                                              | Лейбористская партия                         | 776 556                                      | 35,8                                         | ▲10,7                                        | 29                                           | 16                                           | 45                                           | ▲13                                          |
|                                              | Новая Зеландия прежде всего                  | 162 988                                      | 7,5                                          | ▼1,1                                         | -                                            | 9                                            | 9                                            | ▼2                                           |
|                                              | Зелёные                                      | 126 995                                      | 5,9                                          | ▼4,9                                         | -                                            | 7                                            | 7                                            | ▼7                                           |
|                                              | ACT                                          | 10 959                                       | 0,5                                          | ▼0,2                                         | 1                                            | -                                            | 1                                            | ▬                                            |
|                                              |                                              |                                              |                                              |                                              |                                              |                                              |                                              |                                              |
|                                              | Партия возможностей (TOP)                    | 48 018                                       | 2,2                                          | новая                                        | -                                            | -                                            | 0                                            | новая                                        |
|                                              | Партия маори                                 | 23 456                                       | 1,1                                          | ▼0,2                                         | -                                            | -                                            | 0                                            | ▼2                                           |
|                                              | Legalise Cannabis                            | 5 853                                        | 0,3                                          | ▼0,2                                         | -                                            | -                                            | 0                                            | ▬                                            |
|                                              | Консервативная партия                        | 5 318                                        | 0,2                                          | ▼3,7                                         | -                                            | -                                            | 0                                            | ▬                                            |
|                                              | Мана                                         | 2 775                                        | 0,1                                          | ▼1,3                                         | -                                            | -                                            | 0                                            | ▬                                            |
|                                              | За запрет 1080                               | 2.440                                        | 0,1                                          | ▼0,1                                         | -                                            | -                                            | 0                                            | ▬                                            |
|                                              | Народная партия                              | 1 631                                        | 0,1                                          | новая                                        | -                                            | -                                            | 0                                            | новая                                        |
|                                              | Объединённое будущее                         | 1 471                                        | 0,1                                          | ▼0,1                                         | -                                            | -                                            | 0                                            | ▼1                                           |
|                                              | Партия открытых дверей                       | 1 333                                        | 0,1                                          | новая                                        | -                                            | -                                            | 0                                            | новая                                        |
|                                              | Демократы                                    | 732                                          | 0,0                                          | ▬                                            | -                                            | -                                            | 0                                            | ▬                                            |
|                                              | Интернет-партия                              | 464                                          | 0,0                                          | ▼1,4                                         | -                                            | -                                            | 0                                            | ▬                                            |
| Всего                                        | Всего                                        | 2 169 802                                    | 100,0                                        |                                              | 71                                           | 49                                           | 120                                          | ▼1                                           |